# マグダラのマリア (サヴォルド)
『マグダラのマリア』（伊:Maria Maddalena）は、イタリアのルネサンス期の画家、ジローラモ・サヴォルドによる1535-1540年頃の油彩画である。現在、ロンドン・ナショナル・ギャラリーに所蔵されている。1978年に同美術館に購入された 。
サヴォルドはブレシアの出身だが、主にヴェネツィアに住んでいた。修業時代のことはほとんど知られていないが、ネーデルラント絵画、レオナルド・ダ・ヴィンチ、ジョルジョーネの作品に親しんでいたことは疑いえない。
作品は一般的に、ヴェネツィアの民間依頼者の間で人気があったマグダラのマリアに関する、一連の4点の絵画の最初のものであると考えられている。主題はヨハネによる福音書 (20:1) に基づき、マグダラのマリアがキリストの墓を訪れて、墓室をふさぐ石が外されているのを見つけた場面である。背景に比して、異様に大きく、重量感のあるマグダラのマリアは、微妙な光と対比されている。マグダラのマリアのアトリビュートである香油の壺は、画面左下に描かれている。パレスティナにあるはずのキリストの墓は、ラグーナ (潟) の向こうに見えるヴェネツィアに移動している。ロンドンのナショナル・ギャラリーにある本作は、「白い布に身を包んだ美しいマグダラのマリア」と記されている。
同主題の他の3点は以下の所蔵である。
- フィレンツェのコンティーニ・ボナコッシ・コレクション (ウフィツィ美術館) 所蔵。露出した岩が背景に追加されたこの複製は、1935年にヴェネツィアのジョヴァンネッリ・コレクションからボナコッシによって取得された[4]。
- ロサンゼルスのJ・ポール・ゲティ美術館所蔵。ロンドンのバージョンの灰色のマントとは異なり、金のマントが描かれている。この複製は以前、ウォリック城にあった[5]。
- ベルリン絵画館所蔵。花瓶はないが署名されている[6]

## 3点のバージョン

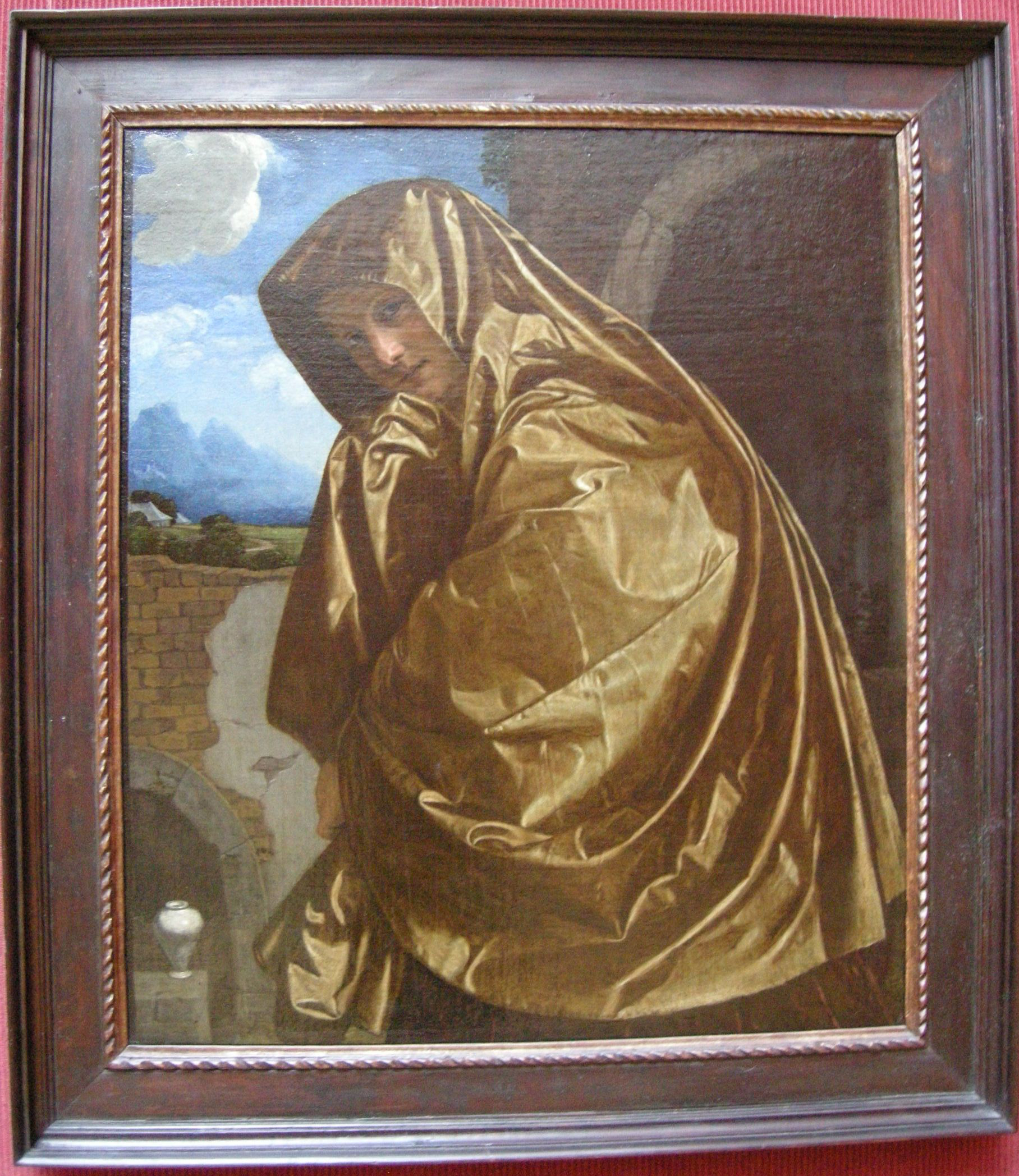
J・ポール・ゲティ美術館版
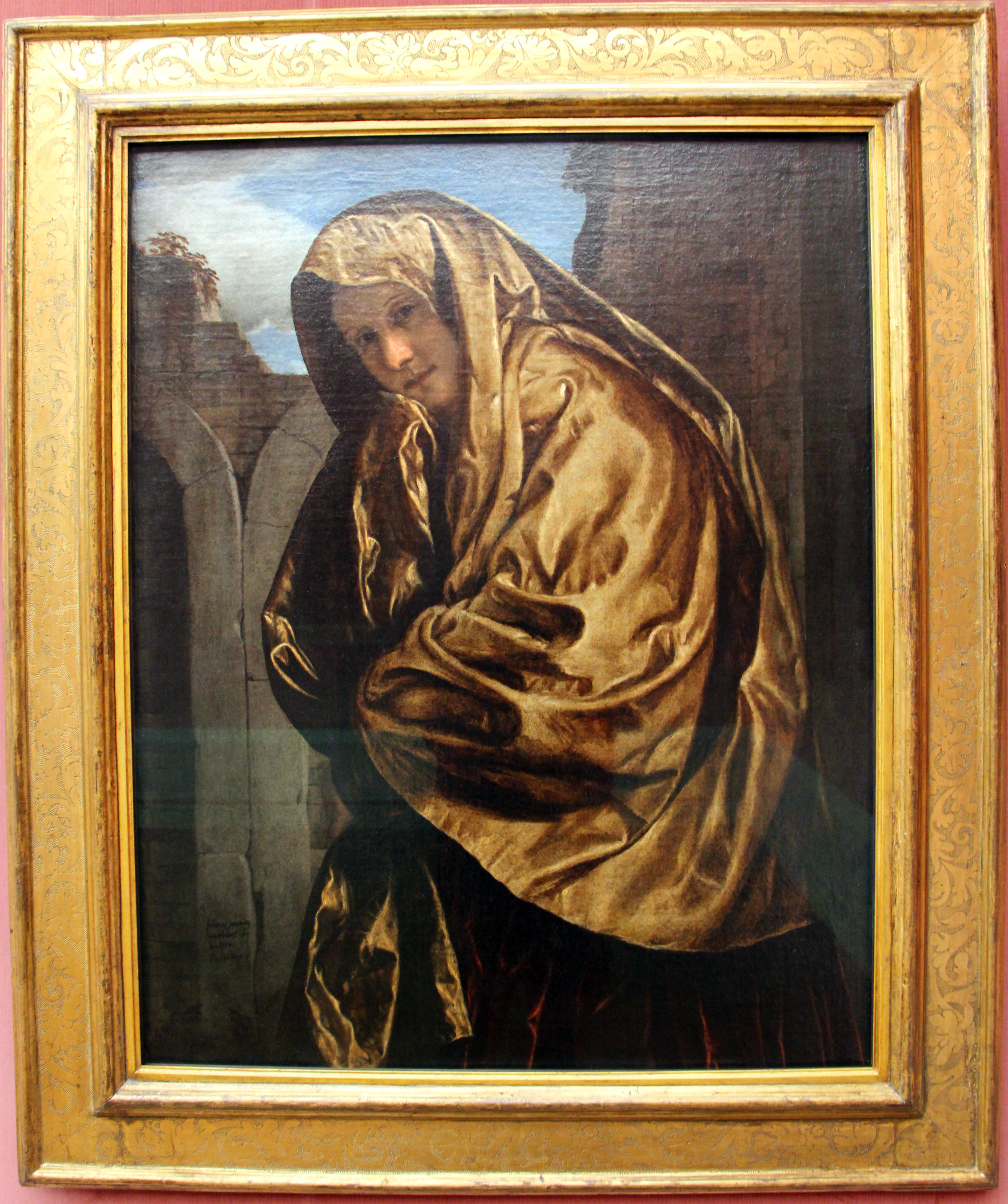
ベルリン絵画館版
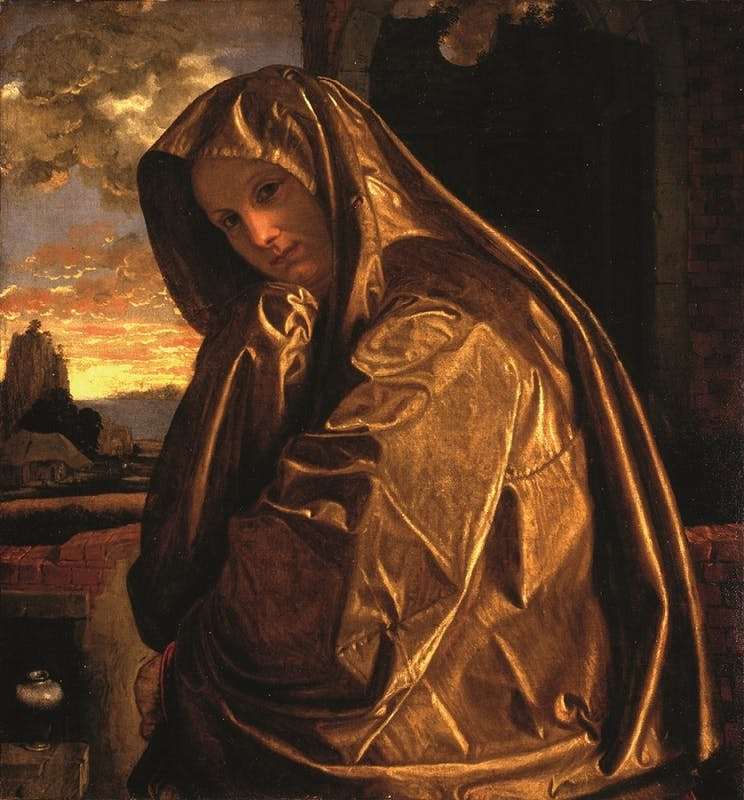
コンティーニ・ボナコッシ・コレクション (ウフィツィ美術館)版